# Будинок на вулиці Саксаганського, 25
Будинок на вулиці Саксаганського, 25 — житловий будинок, розташований у Голосіївському районі міста Києва на вулиці Саксаганського. Зведений у 1950 (за іншими даними — у 1951) році, має статус пам'ятки архітектури місцевого значення.

## Опис
Будинок розташований на червоній лінії забудови вулиці, п'ятиповерховий із підвалом, цегляний, прямокутний у плані. Перекриття пласкі, дерев'яні, дах двосхилий, з бляшаним покриттям.
Головний фасад симетричний, на вісім вікон, горизонтально розчленований, частково пофарбований, має стримане оздоблення у дусі архітектури ренесансу. Вертикальна вісь фасаду підкреслюється парами поставлених поряд вузьких прямокутних вікон, одна з яких — на третьому поверсі — має пишне ліплене оздоблення, об'єднане архівольтом і пілястрами. Пара центральних вікон на останньому, п'ятому поверсі мають аналогічне, хоча і значно стриманіше ліплене оздоблення: прикрашені рослинним міжвіконну пілястру та підвіконні тафлі. Інші вікна — без оздоблення, в основному, прямокутні, а вікна другого—четвертого поверху, розташовані по бічних осях, — із напівциркульними завершеннями. Частина вікон третього—п'ятого поверхів мають балкони із кованими ґратами пластичного рисунка.
На першому поверсі симетрично розташовані два входи, два вітринні вікна та (на лівій бічній осі) проїзд на подвір'я, за формою подібний до вітринних прорізів. Як вікна-вітрини першого поверху, так і проїзд мають лучкове завершення із ліпним рослинним орнаментом. Архівольти головних входів і вертикальне обрамлення вікон першого поверху виконані із сірого граніту, ним же облицьовані цоколь та міжвіконні простінки п'ятого поверху.
Головний фасад завершується широким фризом з ліпленим рослинним орнаментом та вінцевим карнизом із розетками та модульйонами.
Внутрішнє планування також симетричне, будинок складається з двох секцій, одна з яких має пізніше прибудовану з боку дворового фасаду ліфтову шахту. Квартири первісно були двокімнатні, пізніше частину з них мешканці перепланували під одно- та трикімнатні. У будинку застосована система поздовжніх несучих стін.
У подвір'ї будинку збереглися два флігелі, які не мають архітектурної цінності.